# ليدا (مدينة)
ليدا (البيلاروسية:Ліда) هي مدينة في جردونه أوبلاست في روسيا البيضاء. تبعد عن مدينة جردونه مسافة 110 كلم.
تبعد عن بولندا 120 كم
و عن ليتوانيا 35 كم
و 164 كم عن العاصمة البيلاروسية مينسك
يبلغ عدد سكان المدينة 101,616 نسمة.

## المعالم السياحية
- قلعة ليدا - تم بناؤها في الثلاثينات من القرن الرابعة عشر بأمر من الدوق غيديمين عند تلاقي نهري ليدايكا وكامينكا وتدخل هذه القلعة ضمن خط الدفاع عن نوفوغرودوك – كريفو – ميدنيكي (ميدينينكاي) – تروكي (تراكاي) الذي تم بناؤه للدفاع عن أراضي دوقية ليتوانيا الكبرى ضد الصليبيين.[7]
- كنيسة تمجيد الصليب المقدس - بنيت عام 1770 على طراز باروك.

## توأمة
لليدا (مدينة) اتفاقيات توأمة مع كل من:
- جيكاببيلس
- سفتلي
- كشالين (1993 - )[8]
- سيليسترا
- إيلك
- داوغافبيلس (2012 - )
- تراكي (2008 - )[9]

## أعلام
- جديسلاف ميشالسكي
- إسحق يعقوب رينس
- أركادي مجدال